# Los Caballeros del Zodiaco: El Santuario
Los Caballeros del Zodiaco: El Santuario, o Saint Seiya Sanctuary Jūnikyūhen (聖闘士星矢 聖域十二宮編?), es un videojuego desarrollado por Dimps y distribuido por Bandai. Fue lanzado en Japón el 7 de abril de 2005 y en Europa el 1 de julio de 2005. Es un videojuego de peleas protagonizado por los personajes de la serie Saint Seiya. El argumento se enfoca en la línea argumental de las Doce Casas, con los Santos de Bronce peleando contra los Santos de Oro con el propósito de salvar a Saori Kido de la muerte.

## Modo de juego
Los personajes cuentan con su barra propia de vitalidad, y una de especiales para ejecutar los ataques. Cuando el personaje del jugador sea derrotado este puede volver al combate gracias a Saori Kido en el caso de los santos de bronce, o el Pope Ares en el caso de los santos de oro; uno puede levantarse hasta tres veces por combate si el jugador pierde toda la energía de la barra de vitalidad.

## Modo de historia
La historia toma la base del argumento de la Saga de las Doce Casas. Los combates y los oponentes están predeterminados, todo esto con el propósito de seguir de manera completa el argumento de dicha saga. Las partes importantes del argumento son contadas a través de Cinemas Display. Existe un segundo modo de juego en donde el jugador toma el papel de Pope Ares, quien con la ayuda de los Doce Caballeros de Oro a quienes tiene que colocar en varias de las diferentes casas con el propósito de eliminar a los santos de bronce.

## Audio y Música
Los seiyus que colaborarón en el Anime de Saint Seiya colaborarón para brindar nuevamente sus voces a los personajes; este fue el videojuego en el que Tōru Furuya y su equipo de actores interpretaron por última vez a los Santos de bronce. La música del juego está compuesta por Yoshitaka Hirota, autor de la música del videojuego Shadow Hearts, quien mantiene un estilo de composición similar al de Seiji Yokoyama.

## Reparto de personajes

### Santos de Bronce
- Seiya de Pegaso - Tōru Furuya
- Shiryu de Dragón - Hirotaka Suzuoki
- Hyoga de Cisne - Koichi Hashimoto
- Shun de Andrómeda - Ryō Horikawa
- Ikki de Fenix - Hideyuki Hori

### Santos de Oro
- Mu de Aries - Takumi Yamazaki
- Aldebarán de Tauro - Tesshō Genda
- Caballero de Géminis - Ryōtarō Okiayu
- Máscara de la Muerte de Cáncer - Ryōichi Tanaka
- Aioria de Leo - Hideyuki Tanaka
- Shaka de Virgo - Yūji Mitsuya
- Milo de Escorpio - Toshihiko Seki
- Shura de Capricornio - Takeshi Kusao
- Camus de Acuario - Nobutoshi Canna
- Afrodita de Piscis - Keiichi Nanba
- Saga de Géminis - Ryōtarō Okiayu
- Dohko de Libra - Kenyū Horiuchi
- Seiya de Sagitario - Tōru Furuya

### Santos de Plata
- Marin de Águila - Yuriko Yamamoto
- Shaina de Ofiuco - Mami Koyama
- Misty de Lagarto - Takayuki Sasada

### Santos de Acero
- Sho del Escudo Celeste - Shigeru Nakahara
- Daichi del Escudo Terrestre - Teiyu Ichiryusai
- Ushio del Escudo Acuático - Hōchū Ōtsuka

### Personajes no jugables
- Saori Kido - Keiko Han
- Pope Ares - Ryōtarō Okiayu
- Cassios - Banjō Ginga
- Shunrei - Yumiko Shibata
- Narrador - Hideyuki Tanaka